# Klar-parat-start
Klar-parat-start er et formprincip inden for musikken – dvs. en måde at opbygge musikken på.  Der er en tredelt struktur, hvor de to første er ens eller næsten ens, og den sidste skiller sig ud (aab); denne struktur findes bl.a. i klassisk blues-form
- Første frase – spændingsopbyggende. (klar)
- Anden frase – forlænges spændingsopbygningen, ved gentagelsen. (parat)
- Tredje frase – Forløsningen kommer (start)

I denne analyse kan man inddrage spændinger og drivkræfter i musikken.